# Cabaña de Shackleton

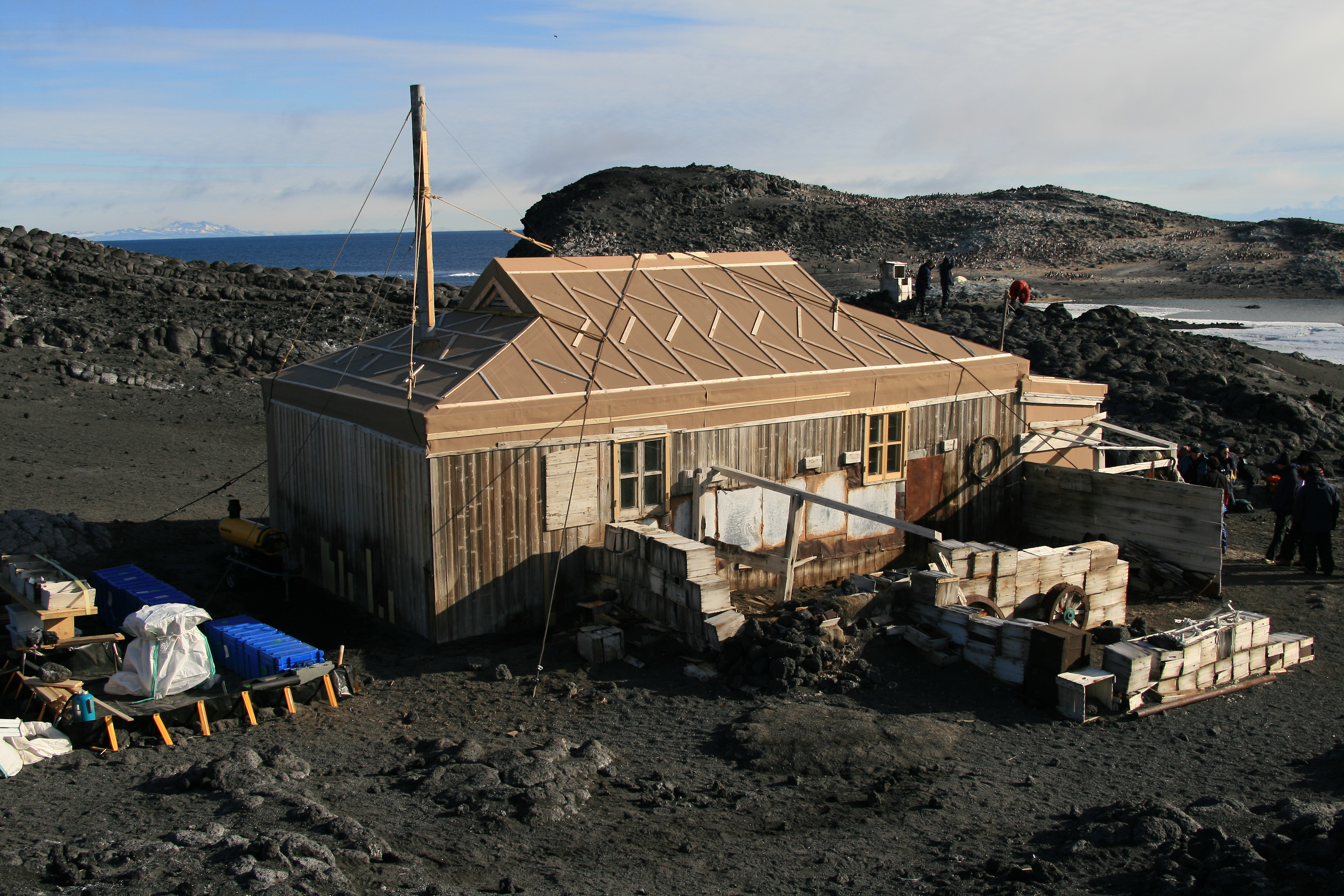
Cabaña de Shackleton.

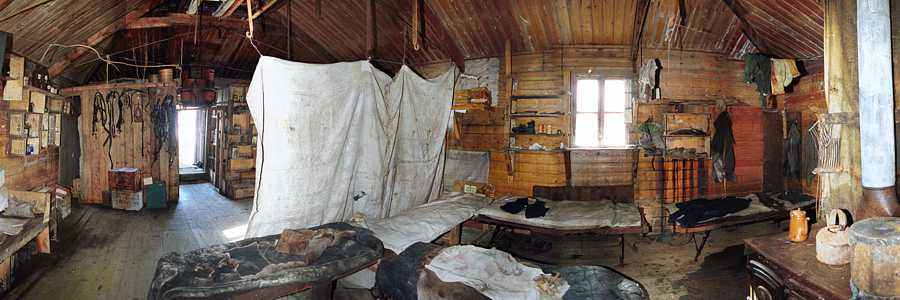
Interior de la cabaña.

La Cabaña de Shackleton (en inglés: Shackleton's Hut) es un edificio situado en el cabo Royds de la isla de Ross en la Antártida. Fue erigida en febrero de 1908 durante la Expedición Nimrod (también conocida como Expedición Antártica Británica de 1907-1909), dirigida por Ernest Shackleton.
Al llegar la Expedición Nimrod al estrecho de McMurdo el 29 de enero de 1908, el barco Nimrod no pudo progresar hacia el sur hasta la antigua base de la Expedición Discovery en la península de Hut Point (Cabaña Discovery), ya que estaba bloqueado por la banquisa. Shackleton decidió esperar algunos días con la esperanza de que el hielo se rompiera. El 3 de febrero de 1908 Shackleton decidió no esperar a la debacle y construir su cuartel general en el lugar más próximo que le convenía, el cabo Royds. A última hora de la tarde, el barco fue amarrado en un sitio apropiado para el refugio prefabricado que la expedición había escogido. El lugar estaba situado a 32 km al norte de punta Hut, y fue una distancia suplementaria que debía ser cubierta la siguiente temporada durante el viaje al polo.
Durante los días siguientes a la construcción de almacenes, se llevó a cabo el desembarco de los equipos. Este esfuerzo se vio obstaculizado por el mal tiempo y por la prudencia del capitán Rupert England, que desplazaba a menudo el barco fuera de la bahía con el fin de no volver hasta que las condiciones le parecían seguras. Los quince días siguientes siguió esta situación, llevando a grandes desacuerdos entre Shackleton y el comandante a bordo. La tarea de descarga se hizo muy difícil psicológicamente, pero finalmente se terminó el 22 de febrero. El Nimrod partió de nuevo hacia el norte.
Un coche de la compañía Arrol-Johnston, que el mecenas de la expedición el magnate industrial sir William Beardmore había comprado recientemente, también fue desembarcado en la base. Beardmore esperaba obtener una buena publicidad con ello, pero el vehículo no había sido probado en condiciones de frío extremo y mostró rápidamente sus limitaciones, las ruedas resbalaban sobre la nieve y el efecto de las bajas temperaturas en el motor. Fue el primer coche en pisar el continente antártico.
El refugio de la expedición, una estructura prefabricada de 10 m de largo por 5,8 de ancho, estuvo listo para el invierno a finales del mes de febrero. Estaba dividida principalmente en una serie de habitáculos para dos personas, una pequeña cocina, una cámara oscura, un almacén y un laboratorio. Los caballos se alojaron en unos establos construidos en el sitio más protegido del refugio, mientras que las perreras se situaron cerca del porche del refugio. La gestión de Shackleton, muy diferente de la de Robert Scott, abolió todas las distinciones sociales y todos vivían, trabajaban y comían juntos. El espíritu era bueno, según el geólogo Philip Brocklehurst que anotó que Shackleton tenía "una facultad para tratar a cada miembro de la expedición como si fuese precioso para él". Después de la marcha del Nimrod, la sólida banquisa que había impedido continuar más al sur también había desaparecido, cortando una parte del recorrido por la barrera y haciendo imposible viajar en trineo y colocar los depósitos. Shackleton llevó adelante entonces la ascensión al monte Erebus, en la misma isla de Ross.
Durante el transcurso de los meses de invierno y oscuridad, Frank Wild y Ernest Joyce imprimieron más de treinta ejemplares del libro de la expedición, Aurora Australis, que fueron cosidos y unidos con materiales de embalaje. Sin embargo, el trabajo más importante del invierno fue la preparación de los grandes viajes de la temporada siguiente, tanto hacia el polo sur geográfico como al magnético. El polo sur magnético volvió a ser uno de los grandes objetivos con el regreso al estrecho de McMurdo. Las perspectivas para el viaje del polo sur sufrieron un serio revés durante el invierno, cuando cuatro de los ocho caballos murieron, principalmente por comer arena volcánica con alto contenido de sal.
El 29 de octubre de 1908 Shackleton y 4 hombres partieron hacia el Polo Sur, pero el 9 de enero de 1909 dieron por terminada la marcha, regresando cuando les faltaban unas 97 millas para alcanzar el polo. Shackleton no regresó a la cabaña, sino que se dirigió a punta Hut. Las instrucciones que había dejado al profesor Edgeworth David en cuanto al cuidado de la cabaña, fueron que debía dejarla en completo orden cuando la expedición partiera de ella. Una carta fue fijada en un lugar visible en el interior, afirmando que había suficientes provisiones y equipos para que quince hombres vivieran en ella un año, indicando también los detalles de la disposición de esas provisiones y la posición del depósito de carbón. La estufa estaba en buenas condiciones, y la carta terminaba con una invitación para cualquier equipo explorador hiciera uso de las tiendas y la cabaña. La cabaña estaba cerrada con llave y la llave clavada en la puerta en un lugar visible. La cabaña fue abandonada el 3 de marzo de 1909.
Robert Scott podría haberla usado como una base durante la Expedición Terra Nova, dado que era poco probable que sufriera el problema del hielo marino que afectó a punta Hut, pero había llegado a un acuerdo con Shackleton para no utilizar sus respectivas instalaciones. La única visita a la Cabaña de Shackleton realizada durante la expedición de Scott de 1910-1913 fue por un exmiembro de la expedición de Shackleton. La cabaña fue encontrada intacta, con pan todavía en las mesas del mismo modo que se había dejado. Raymond Priestley recuperó una lata de manteca, latas de mermelada, un pudín de ciruela y galletas de jengibre, todo los cual fue descrito como estando perfectamente fresco.
Entre otras cosas, cinco cajas de whisky McKinlay and Co. fueron encontradas enterrados bajo la cabaña en 2006. Una caja está en el Museo de Canterbury en Christchurch, Nueva Zelanda, en proceso de restauración.

## Sitio protegido
La cabaña fue designada en 1972 Sitio y Monumento Histórico SMH 15: Cabaña de Shackleton a propuesta y gestión de Nueva Zelanda y el Reino Unido. Fue restaurada en enero de 1961 por la División antártica del departamento neozelandés de Investigaciones Científicas e Industriales.
En 2002 la zona fue designada Zona Antártica Especialmente Protegida ZAEP 157: Bahía Backdoor, cabo Royds, isla Ross.